# Michael Richard Dawson
Michael Richard Dawson (nascut el 18 de novembre de 1983 a Northallerton, North Yorkshire) és un exfutbolista professional anglès.
Va dividir la seva carrera en tres clubs de la lliga anglesa: Nottingham Forest Football Club (2001-05), Tottenham Hotspur Football Club (2005-14) i Hull City Association Football Club (2014-18), amb un retorn al Forest entre 2018 i 2021. Va ser internacional en 4 ocasions amb la Selecció de futbol d'Anglaterra, incloent la convocatòria per a la Copa del Món de Futbol de 2010.